# Dobrąg (jezioro)
Dobrąg – jezioro w województwie warmińsko-mazurskim, w powiecie olsztyńskim, w gminie Barczewo.
Dobrąg ma powierzchnię 108 ha. Długość zbiornika wynosi 1,77 km, szerokość natomiast 0,85 km. Głębokość średnia jeziora to 11,5 m, a maksymalna 27,9 m. Linia brzegowa jest słabo rozwinięta i ma długość 5,12 km. Zarośnięta jest przez trzcinę, sitowie i pałki, jedynie po południowo-wschodniej stronie roślinność ta nie występuje. Na przeważającej długości brzegi są wysokie, natomiast od północy niskie. Od strony południowej i zachodniej okolicę jeziora porastają lasy. Na wschodnim brzegu rosną drzewa, dalej od jeziora po tej stronie znajdują się natomiast łąki i pola. Do Dobrąga dopływają niewielkie cieki z okolicznych pól. Od strony południowej od jeziora odchodzi rzeka o nazwie Dobrążka uchodząca do Pisy. Od strony południowej w pobliżu Dobrąga przebiega droga krajowa nr 16. Dobrąg to jezioro o typie sielawowym, wśród ryb w zbiorniku obecna jest sielawa, sieja, płoć, leszcz, okoń i szczupak.